# السانية
تقع بلدية السانية في ولاية وهران (الجمهورية الجزائرية) وتعتبر من أهم البلديات في الولاية، تحدها شمالا بلدية وهران وغربا بلدية مسرغين وشرقا بلدية سيدي الشحمي وبلدية الكرمة في الجنوب الشرقي وسبخة وهران في الجنوب تبعد السانية عن ساحل البحر الأبيض المتوسط بحوالي 7.5 كم جنوبا، كما تبلغ المسافة بين مركز بلدية السانية ومركز مدينة وهران بـ 6.4 كم . تبلغ مساحتها حوالي 48.51 كم² , وعدد سكانها حوالي 93500 نسمة حسب إحصائيات سنة 2006.

## التسمية
السَّانِيَة كلمة عربية وهي جمع سَوَانٍ : ما يعرف بالساقية أو النافورة. 

## المناخ والتضاريس
بالرغم من عدم ابتعادها عن الساحل كثيرا لكن مناخها مختلف قليلا عن مدينة وهران , وهذا يعود إلى وجودها بين سبختين : سبخة «البحيرة الصغيرة» في الشمال الشرقي وسبخة وهران جنوبا , وهذا ما يؤثر على مناخها ويجعله أكثر برودة شتاءً وأكثر حرارة صيفاً . 
بلدية السانية عبارة عن سهل يتميز بتربته الحمراء والأراضي الفلاحية المنتشرة عبر البلدية .

## المنشآت والمؤسسات والأماكن الهامة

### المنطقة الصناعية السانية
تقع شرق البلدية ممتدة من شمالها إلى جنوبها، بها عدد كبير من المصانع المختصة أساسا بالصناعات الخفيفة كـ «المواد الغذائية و.....» .

### جامعة السانية وهران
يقع عدد كبير من مجمعات جامعة وهران.

### مطار السانية وهران
مطار وهران الدولي وهو مطار مدني دولي يقع جنوب البلدية، يعتبر من أهم المطارات في الجزائر . وحاليا يتم إنجاز مدرج ثان للمطار .

## أعلام
- وناس مشكور

## مقالات ذات صلة
- دائرة السانية
- ولاية وهران
- جامعة وهران
- مطار وهران الدولي